# Diméthylmercure
Le diméthylmercure est un composé chimique de formule (CH3)2Hg. Cet organomercuriel est l'une des neurotoxines les plus puissantes connues. Il se présente sous la forme d'un liquide incolore très volatil et très inflammable, susceptible de former des mélanges explosifs avec l'air, et pratiquement insoluble dans l'eau. Il aurait une odeur douceâtre, sentir cette odeur implique de respirer des vapeurs de ce composé, ce qui est potentiellement fatal.
Le diméthylmercure a été l'un des premiers composés organométalliques identifié, conséquence de sa très grande stabilité. On l'obtient en traitant un amalgame de sodium avec des halogénures de méthyle :
Hg + 2 Na + 2 CH3I → Hg(CH3)2 + 2 NaI.
On peut également l'obtenir par alkylation du chlorure de mercure(II) avec le méthyllithium :
HgCl2 + 2 LiCH3 → Hg(CH3)2 + 2 LiCl.
La molécule de diméthylmercure adopte une configuration linéaire, avec une liaison Hg–C longue de 208,3 pm.

## Toxicité
Quelques gouttes suffisent à provoquer la mort, comme ce fut le cas pour la chimiste Karen Wetterhahn (1948-1997).